# PGC 55478
LEDA/PGC 55478 ist eine Spiralgalaxie vom Hubble-Typ SB im Sternbild Serpens nördlich der Ekliptik, die schätzungsweise 79 Millionen Lichtjahre von der Milchstraße entfernt ist. Sie gilt als Mitglied der fünf Galaxien zählenden NGC 5962-Gruppe (LGG 400).
Im selben Himmelsareal befinden sich u. a. die Galaxien NGC 5953 und NGC 5954.